# یواس‌اس نشامنی (۱۸۶۵)
یواس‌اس نشامنی (۱۸۶۵) (به انگلیسی: USS Neshaminy (1865)) یک کشتی بود که طول آن 335’ بود. این کشتی در سال ۱۸۶۵ ساخته شد.